# Ефремов, Вениамин Павлович
Вениамин Павлович Ефремов (22 марта 1926, Тамбов — 16 сентября 2006, Москва) — учёный и конструктор систем ПВО; общественный деятель. Член-корреспондент АН СССР (1984 г.). Академик РАН (1992 г.). Герой Социалистического Труда. Лауреат Ленинской премии и Государственной премии СССР.

## Биография
Окончил МЭИС (1951).
Работал в научных и производственно-конструкторских организациях Министерства радиопромышленности.
Вся трудовая деятельность Вениамина Павловича Ефремова связана с ОАО «НИЭМИ» Концерна ПВО «Алмаз Антей», где он прошёл путь от техника до Генерального конструктора. Его первые научные работы посвящены созданию РЛС орудийной наводки и задействованию ЗРС С-25 в системе ПВО Москвы, где проявился его талант инженера и организатора.
В 1956 году, как заместитель главного инженера НИЭМИ он был назначен руководителем перспективной НИР, ставшей затем ОКР «Круг» первого ЗРК войсковой ПВО. Тем самым Ефремов внёс существенный вклад в развитие перспективных образцов вооружения для надёжной защиты рубежей страны.
Под его непосредственным руководством выполнен ряд крупных комплексных научно-технических программ по разработке и созданию ЗРК и ЗРС нескольких поколений. Первое поколение ЗРК «Круг» и «Оса», второе поколение многоканальная ЗРС С-300В и новая тактическая ЗРС «Тор», третье поколение суперперспективные и суперсовременные ЗРС «Антей-2500», «Тор-М1» и их модернизации. По своим характеристикам эти ЗРК и ЗРС значительно превосходят зарубежные аналоги и успешно с ними соперничают.
Помимо основной научно-производственной деятельности академик Ефремов вёл деятельную общественную и научную работу.
С 1975 по 1984 годы он избирался депутатом Московского городского Совета народных депутатов, а с 1984 по 1988 годы депутатом Верховного Совета СССР, неоднократно был участником съездов КПСС.
В 1967 году ему присуждена учёная степень доктора технических наук при защите кандидатской диссертации, что в практике ВАК редкий случай. В 1983 году он избирается членом-корреспондентом Академии наук СССР, а в 1992 году действительным членом (академиком) РАН. Кроме того, более 20 лет Ефремов заведовал кафедрой МИРЭА, им создана научная школа по информационным системам реального времени, подготовлены и воспитаны научные кадры этого направления. Ефремов принимал активное участие в международных конференциях, организации и проведении авиакосмических салонов и международных выставок в России, Франции, ОАЭ, Греции и в других странах.
Скончался на 81-м году жизни 16 сентября 2006 года в Москве. Похоронен на 10 уч. Кунцевского кладбища Москвы.